# Hodiškov
Hodiškov är en ort i Tjeckien.   Den ligger i regionen Vysočina, i den centrala delen av landet, 130 km sydost om huvudstaden Prag. Hodiškov ligger 584 meter över havet och antalet invånare är 142.
Terrängen runt Hodiškov är platt, och sluttar söderut. Runt Hodiškov är det ganska glesbefolkat, med 31 invånare per kvadratkilometer. Närmaste större samhälle är Žďár nad Sázavou, 9,7 km nordväst om Hodiškov. I omgivningarna runt Hodiškov växer i huvudsak blandskog.